# Apogée

Apogée et périgée.

Pour les articles homonymes, voir Apogée (homonymie).
Pour le point culminant d'une civilisation, d'un phénomène positif, d'un élément culturel, voir Acmé.
L'apogée (substantif masculin) d'un satellite de la Terre (naturel ou artificiel) est le point de son orbite le plus éloigné du centre de la Terre (plus exactement, de leur centre de masse commun). Le terme vient du grec apogeios, « loin de la terre » (de apo, « loin » et gê, « la Terre »).
Par extension, on appelle parfois « apogée » le point le plus éloigné de l'orbite d'un objet tournant autour d'un autre corps attractif que la Terre, mais le terme général est « apoastre » ou « apoapside » (« aphélie » quand le corps attractif est le Soleil).
Le point de l'orbite circumterrestre où la distance à la Terre est la plus petite est le périgée.